# ジダリ
ジダリ (Jidali, Jid Ali, ソマリ語: Jiidali) はソマリランドのサナーグ地域にある町。
ジダリには、ソマリランドの主要氏族であるハバル・アワルの祖先とされるズベイル・アワルの墓がある。

## 歴史

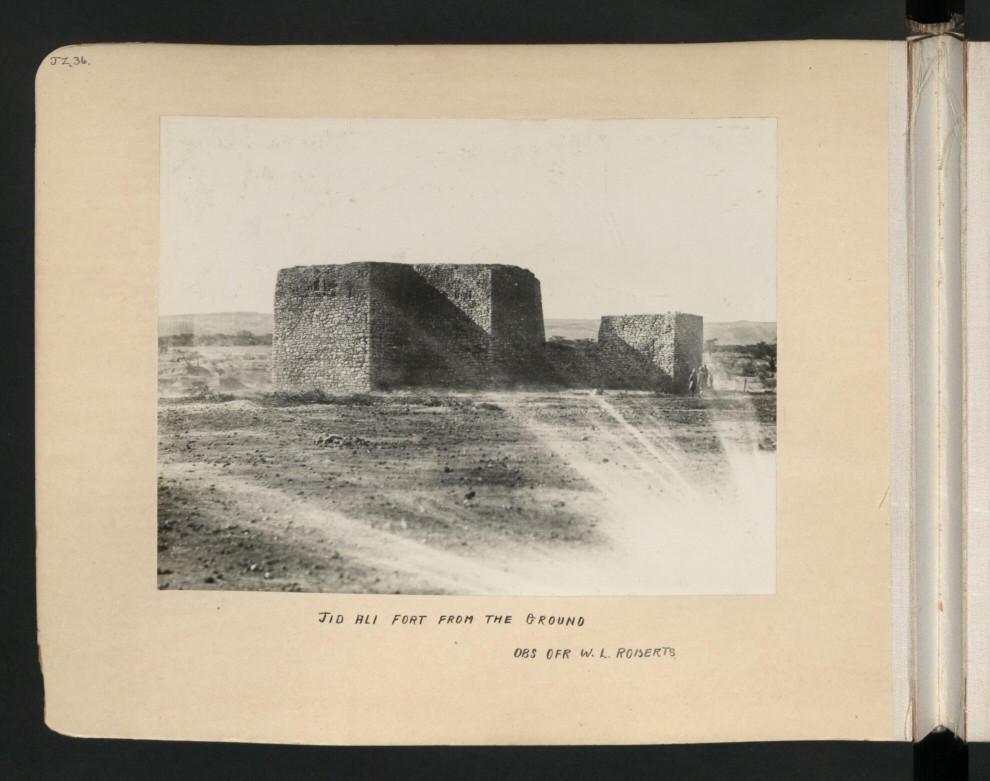
ジダリにあるサイイド・ムハンマド軍の砦

20世紀の初めにサイイド・ムハンマド・アブドゥラー・ハッサンがイギリスに反乱を起こした際、ジダリは拠点の一つとなった。
1916年4月、ワルサンゲリ氏族がジダリのサイイド・ムハンマドの部隊を攻撃し、略奪を行った。しかし別の砦のサイイド・ムハンマドの部隊が攻撃して追い出した。
1920年1月、イギリス軍はジダリを占領し、当時のイギリス軍の報告によれば、その時の攻撃でサイイド・ムハンマドの叔父が死亡し、サイイド・ムハンマドは逃亡した。

### 最近の歴史
1991年、ダマラ・ハガレでの氏族闘争の影響で、ジダリからデュルバハンテ氏族が撤退し、代わりにハバル・ユーニス氏族が住み着いた:74。
1992年11月、ワルサンゲリ氏族とハバル・ユーニス氏族がジダリで紛争解決の会合を開いた。ただしデュルバハンテ氏族はジダリを自分たちの土地と考えており、この会合は後に紛争の原因となった:74。
2009年4月、ソマリランド西部で洪水が発生し、ジダリも被害を受けた。
2018年4月、ソマリランドのサナーグ地域安全委員会は、ジダリ地域で発生していた氏族闘争を調停し、終わらせた。
2018年8月、ソマリランド水大臣のサレバン・ユスフ・アリがジダリを訪問し、歓迎された。

## 人口動態
1951年にイギリスで出版された本によれば、住民はハバル・ユーニスのムセ・イスマイル支族、デュルバハンテのOgadyahen Siad支族、少数派としてワルサンゲリのNub Omr, Hinjiyeh支族。
1991年、ダマラ・ハガレでの氏族闘争の影響で、ジダリからデュルバハンテ氏族が撤退した。